# Милковски район
Милковски район е административно-териториална единица и общински район в състава на Камчатски край на Руската федерация.
Административен център е село Милково.

## География
От 11-те района на Камчатския край, Милковският е единия от двата, които нямат излаз на море (другият е Бистрински).
Милковският район се намира в централната част на Камчатския полуостров – от гарната течение на река Камчатка до вливането в нея на река Козиревки. На запад границата на района преминава по Средния хребет, на изток – по Ханалския, Валагинския и Тумрокския хребети.
Средният хребет е доста силно разчленен от множеството леви притоци на река Камчатка. Главният вододел на хребета има височина до 1600 – 1900 m. Планините са масивни, силно разчленени. Планините от Ханалския хребет имат височини до 1500 m. Въпреки това, в сравнение със Средния хребет, те се отличават с интензивното си издигане, особено в северозападната си част. Заливните и ниски низинни тераси на река Камчатка се проточват по протежение на реката от селището Шароми до северната граница на района. 
Речният ландшафт се характеризира с речни форми на релефа, на места със заблатени места, с блатиста тундрова растителност. Част от езерно-блатните и блатистите равнини са запазени по левия бряг на река Камчатка след селището Шароми. Заблатените равнини и ниски тераси са разчленени от гъста мрежа от канали и стари речни корита, обрасли с храсти и тревисти пасища. Често високите тераси, са покрити с бреза, лиственица и борови гори. Голяма част от равнинния участък на горното течение на река Камчатка е слабохълмиста равнина.
В съответствие с климатичните зони на Камчатка, територията на Милковския район се намира на кръстопътя на три климатични области. Това разположение предполага, че климатът в региона е до известна степен преходен. При местата, разположени в долната част на долините на реките Андриановка, Кирганик и в долината на река Камчатка, климатът се характеризира като умереноконтинентален, влажен, с продължителна студена зима и топло лято. Като цяло районът се смята за надеждно защитен от всички страни от влиянието на околните за Камчатка морета и се отличава с най-благоприятните метеорологични условия на полуострова.
Годишната амплитуда на температурата на въздуха достига до 35°. Средногодишните валежи са сравнително малко – 300 – 500 mm. Зимата в района продължава 5 месеца (ноември – март), и е доста студена. При средна януарска температура около -21° са възможни дни със средна дневна температура под 40°. Абсолютният минимум на температурите е равен на -56° (най-ниската температура, измерена на полуострова). Толкова ниски температури са отбелязани само при безоблачно и тихо време. Средната скорост на вятъра през зимните месеци е по-малко от 1 m/s.
Валежите през зимата са 150 – 250 mm. Височината на снежната покривка достига максимална величина (около 1 m) през втората половина на март. Дълбочина на замръзване на почвата достига 0,5 м. Дните със снежни бури са малко, около 10 – 20 дни през зимата, за сметка на абсолютното преобладаване на слабите ветрове, предимно насочени по протежение на долините. По този начин, в долината на река Камчатка през зимата преобладава ясно и много студено време.
Лятото (началото на юни – началото на септември) е топло и сравнително дълготрайно. Средната месечна температура през най-топлия месец (юли) надвишава 15°. Средната максимална температура през юли е доста висока за полуострова – около 22° с, а абсолютният максимум (37° с) е най-високия за територията на цялата област.
Като цяло климатът на Милковския район се характеризира като умереноконтинентален, с дълга студена зима и топло, сравнително продължително лято.

## История
Първите руски селища на Камчатка се появяват именно в долината на река Камчатка, където се намира Мильковский район. Според архивните документи, първите руснаци на Камчатка са казаците на Федор Попов, презимували през 1648 – 49 г. на река Николка (приток на Камчатка).
Усвояване на земите започва с похода на Владимир Атласов, който в началото на 1697 г., взима със себе си 60 военнослужещи и толкова юкагири, и потегля към Камчатка. Казашкият отряд достигнал до горното течение на река Камчатка и издига там първата дървена крепост в камчатските долини – Горнокамчатския острог. Дървеното укрепление се намира на 15 km югозападно от съвременното село Милково. Към момента на пристигането на руския учен и пътешественик С. Крашенинников (1737 година) на полуострова вече има и други укрепления, но горнокамчатското заема господстващо положение. На 31 август 1970 г., на неговото място е издигнат паметен знак в чест на първопроходците, основали през 1697 г. първият руски населен пункт на полуострова.
Основаването на село Мильково е през пролетта – лятото 1743 г. (първото споменаване в дневника на Степан Крашенинников). През 1733 г. императрица Ана Йоановна издава указ за започването на земеделие в Камчатка. За провеждането му, през 1738 г., от бреговете на река Лена в Сибир на Камчатка са превозени 20 семейства, 5 от които през 1743 г. се установяват на река Имчерек, която започва да се нарича Милковка и на това място е основано село Милково.
Големият приток на служещи и търговци предизвиква експедиции за усвояването на Камчатка. Това са казаци и търговци от Якутия, сред които особена роля играят руските анадирски кореняци, както и сибирски казаци, войници, селяни, занаятчии и др. Заселвайки се в нови земи, селяните се разместват с местните жители – ителмени, които с течение на времето изоставят землянките си и започват да живеят в колиби, да се данимават със скотовъдство, отглеждане на зеленчуци. Заслужава да се отбележи способността на ителмените да правят всичко без железни инструменти: строене, рязане, издълбаване, копаене, шиене, запалването на огън и варене на храна в дървени купи.
През 1752 г. иркутсият търговец Семьон Глазачев излива 20 пуда желязо от руда, открита на брега на река Амшарик. Скоро в Милково е основан железодобивен завод. Въпреки това, след 20 години той прекратява съществуването си поради ниското качество на желязото и по-високата си цена в сравнение с внасяното.
През 1780 г. се внасят картофи, и местните жители бързо овладяват отглеждането на тази култура. През 1854 г., когато Петропавловск се оказва под заплахата на англо-френската ескадра, в Милково, както и в други села, е създаден отряд за отбрана и е изпратен на помощ на града. Събитията, случили се в Русия през 1917 г. и последвалата гражданска война и чуждестранната намеса коренно променят живота на населението на Камчатка
С постановление на Хабаровския крайизпълком от 25 януари 1933 г. на заседание на Президиума на областния изпълком, с решение № 87/9 от 15 април 1933 г. от частите на Уст Камчатски и Петропавловски район е създаден самостоятелния Милковски район. В него тогава влизат следните населени места: Начики, Малки, Пушчино, Ханали, Кирганик, Шароми, Верхнекамчатск, Машур, Долиновка, Шчапино, Каменовка, Толбачик, Макарка, Среднокамчатск. Към този момент в тях са живели 1502 жители.
На 2 септември 1934 г. границите на района са преразгледани. В тези времена, той е бил значително по-голям, като в него са влизали части от днешните Елизовски и Усткамчатски райони.
Съвременните си граници районът придобива през 1936 г. Територията му се простира от село Пушчино до селото Лазо. От 1943 г. село Милково е областен център.

## Населени места
- Атласово
- Долиновка
- Кирганик
- Лазо
- Милково
- Пушчино
- Тайожни
- Шароми